# Spoorlijn 209
Spoorlijn 209 is een korte Belgische spoorlijn in de Haven van Antwerpen. De spoorlijn wordt enkel gebruikt voor het goederenvervoer. De lijn takt bij de bundel Kallo af van spoorlijn 10 en loopt van daar naar de industriële complexen van ExxonMobil, 3M en Bayer.

## Aansluitingen
In de volgende plaats is of was er een aansluiting op de volgende spoorlijnen:
Bundel Kallo
Spoorlijn 10 tussen Y Zwijndrecht-Fort en Y Walenhoek